# Sciaenidae
Sciaenidae, noti in italiano come scienidi, è una famiglia di pesci ossei appartenenti all'ordine Perciformes. Essa comprende soprattutto specie marine anche se qualche specie è adattata alla vita nelle acque dolci.

## Distribuzione e habitat
Membri di questa famiglia sono presenti in tutti i mari caldi e temperati. Sono più diffusi nei mari tropicali ed hanno un notevole numero di specie nelle acque, sia calde che temperate, dell'Oceano Pacifico orientale.

Nel mar Mediterraneo vivono 5 specie:
- Argyrosomus regius boccadoro o ombrina boccadoro
- Sciaena umbra corvina
- Umbrina cirrosa ombrina
- Umbrina canariensis ombrina delle Canarie
- Umbrina ronchus ombrina fosca

Solo le prime tre specie sono presenti con regolarità nei mari italiani.

Sono pesci piuttosto costieri e vivono preferibilmente sui fondi sabbiosi anche se non mancano specie tipiche delle rocce come la corvina. Molte specie, come la ombrina e la boccadoro sono eurialine e penetrano nelle lagune e nelle foci fluviali risalendo i fiumi fin dove permangono le acque salmastre.

## Descrizione
Il corpo è in genere compresso lateralmente ed abbastanza slanciato, con ventre piatto e dorso arrotondato o gibboso. La bocca è abbastanza grande e dotata di denti che nelle specie predatrici sono caniniformi. La mandibola in alcune specie (es. ombrina) porta un breve barbiglio. La pinna dorsale è unica ma presenta una forte intaccatura che divide la parte spinosa da quella, più lunga, con raggi molli, tanto da dare l'impressione che sia duplice. In alcune specie la parte anteriore di questa pinna può avere un lungo lobo. La pinna anale ha un paio di raggi spinosi. La pinna caudale ha margine troncato o arrotondato. La linea laterale si estende fin sulla pinna caudale. Vescica natatoria grande ed a struttura complessa, diverse specie la impiegano per produrre suoni udibili anche a distanza, da cui i nomi inglesi attribuiti a molte specie di croakers e drums. Gli otoliti sono particolarmente grandi.

In genere la colorazione di questi pesci dà sul grigio argenteo o opaco oppure sul bronzeo, spesso con linee laterali ondulate, ma non mancano livree con colori contrastanti bianchi e neri.

Molte specie raggiungono taglie notevoli, anche oltre i 2 m.

## Alimentazione
Tutti i membri di questa famiglia sono carnivori e, accanto a specie predatrici di pesci ce ne sono molte che catturano molluschi e crostacei.

## Riproduzione
Le uova sono pelagiche, spesso i giovani hanno livrea ed aspetto molto diversi dai pesci adulti.

## Pesca
Le carni di questi pesci sono apprezzate in tutto l'areale ed alcune specie, come l'ombrina e la boccadoro figurano tra i pesci più pregiati del mar Mediterraneo. Vengono pescate soprattutto con reti da posta. Hanno anche una certa importanza per la pesca sportiva, soprattutto per il surf casting e sono ricercati, oltre che per la bontà delle carni, anche per la resistenza che oppongono al pescatore.

## Generi

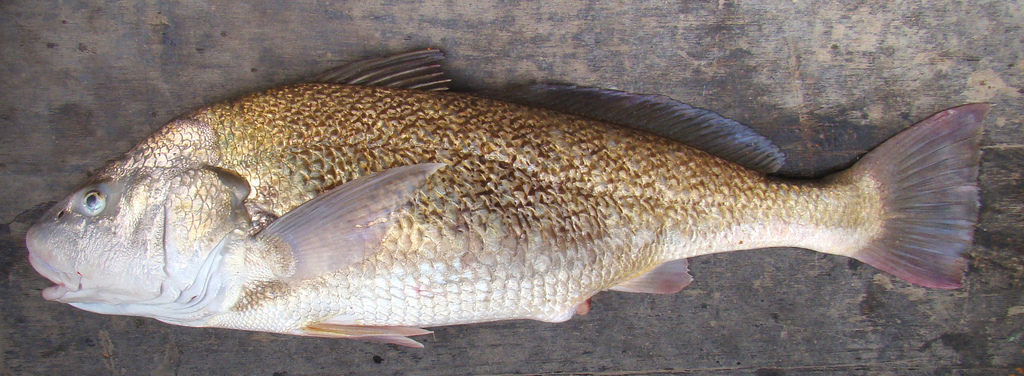
Micropogonias furnieri

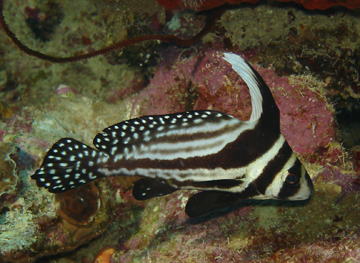
Equetus punctatus

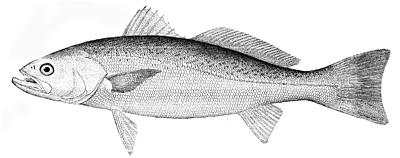
Cynoscion regalis

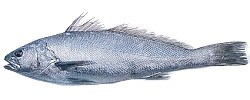
Argyrosomus regius

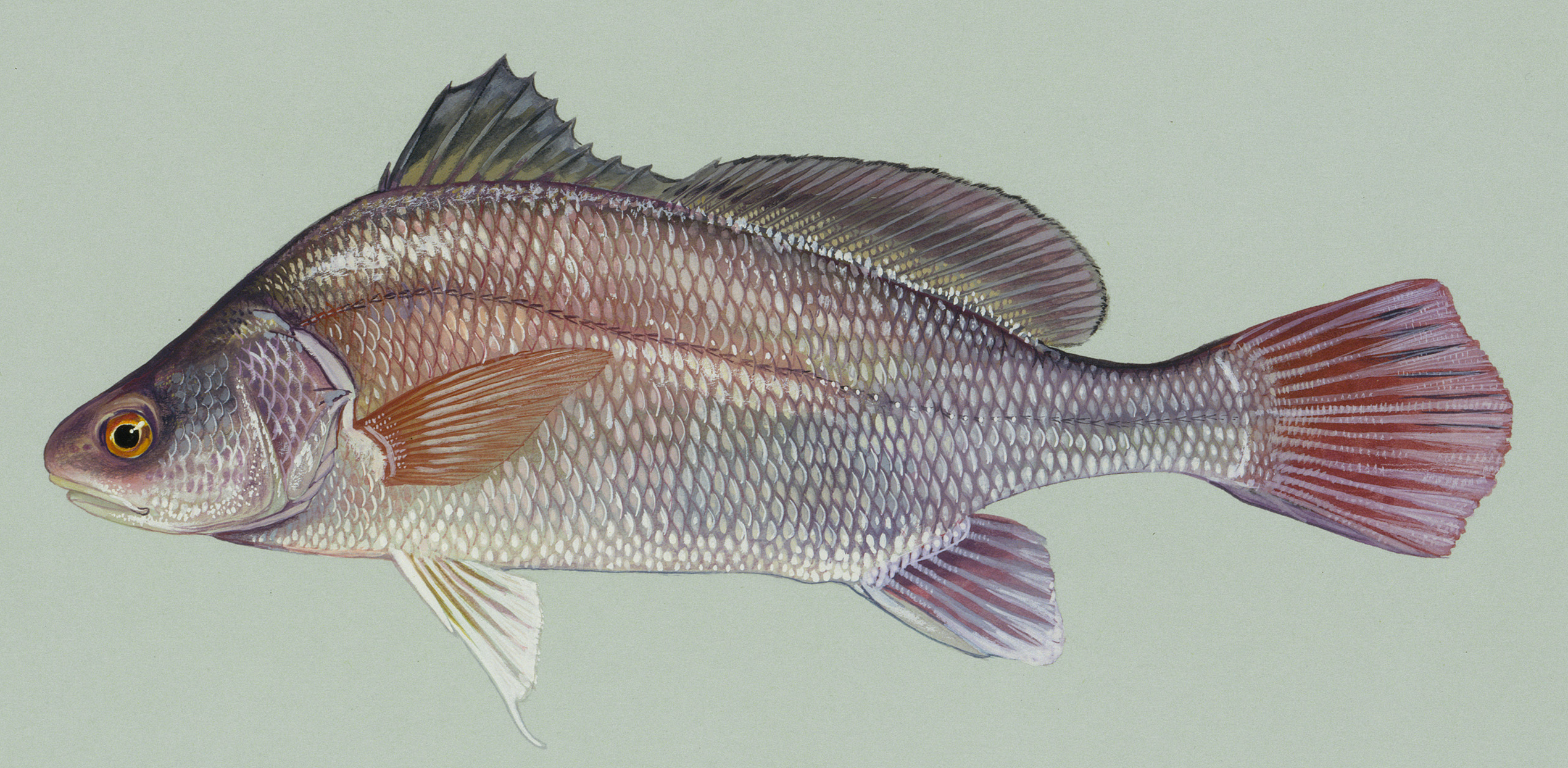
Aplodinotus grunniens

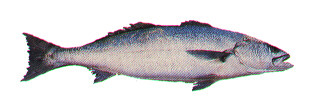
Atractoscion nobilis

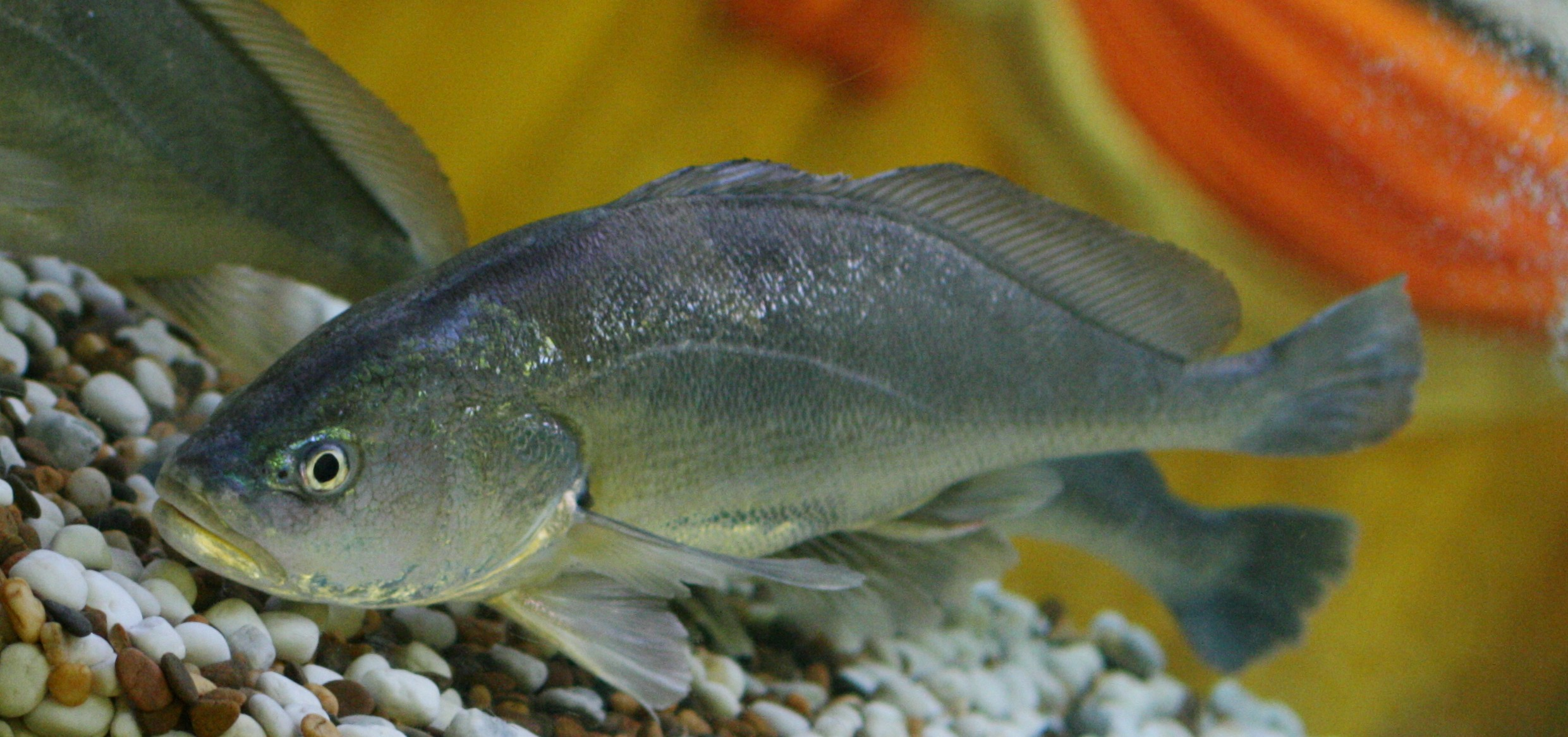
Boesemania microlepis

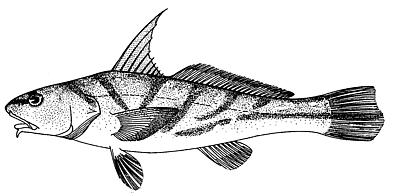
Menticirrhus saxatilis

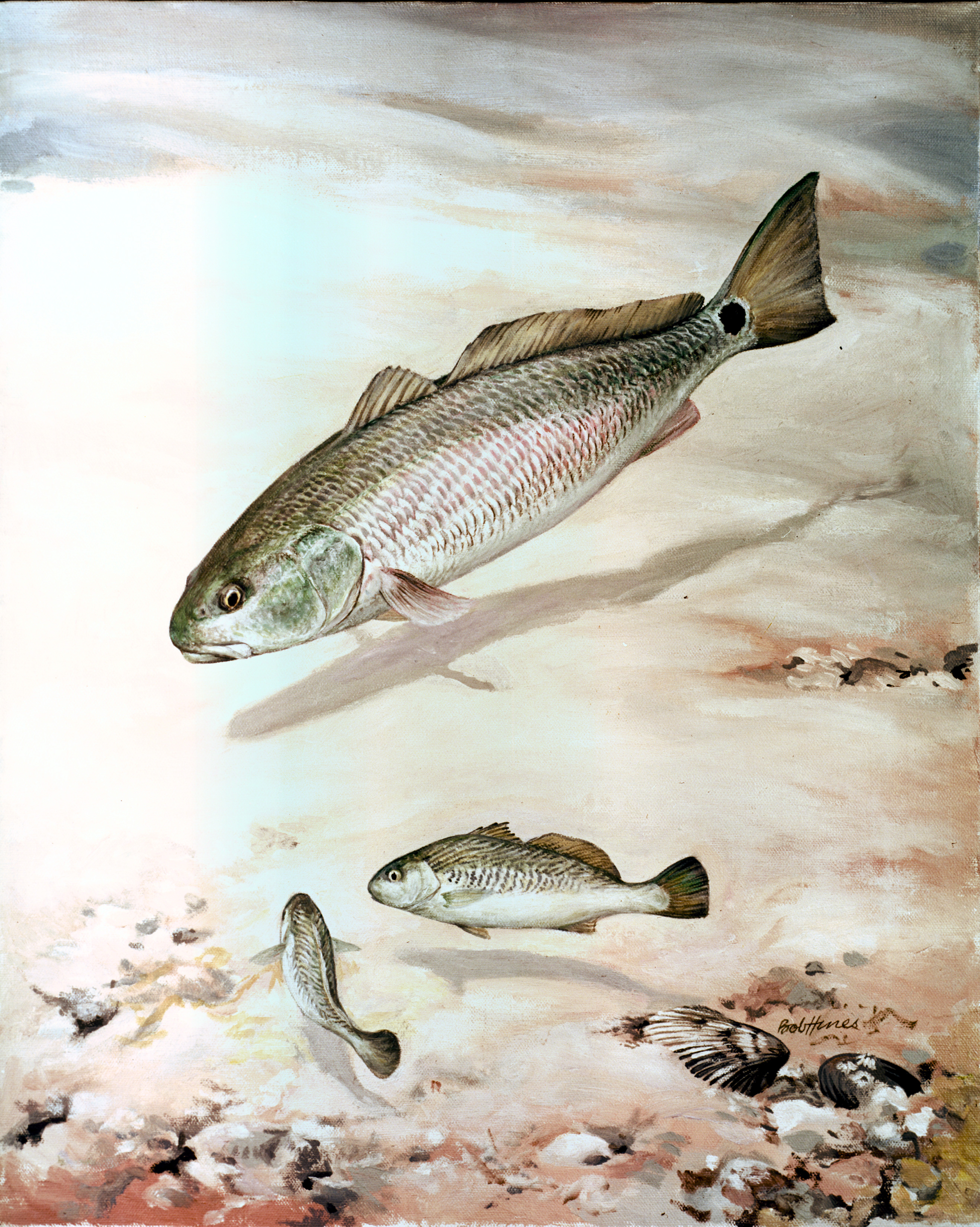
Sciaenops ocellatus

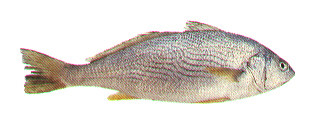
Umbrina roncador

- Aplodinotus
- Argyrosomus
- Aspericorvina
- Atractoscion
- Atrobucca
- Austronibea
- Bahaba

- Bairdiella
- Boesemania
- Cheilotrema
- Chrysochir
- Cilus
- Collichthys
- Corvula

- Ctenosciaena
- Cynoscion
- Daysciaena
- Dendrophysa
- Elattarchus
- Equetus
- Genyonemus

- Isopisthus
- Johnius
- Kathala
- Larimichthys
- Larimus
- Leiostomus
- Lonchurus
- Macrodon

- Macrospinosa
- Megalonibea
- Menticirrhus
- Micropogonias
- Miichthys
- Miracorvina
- Nebris
- Nibea

- Odontoscion
- Ophioscion
- Otolithes
- Otolithoides
- Pachypops
- Pachyurus
- Panna
- Paralonchurus

- Paranebris
- Paranibea
- Pareques
- Pennahia
- Pentheroscion
- Petilipinnis
- Plagioscion
- Pogonias

- Protonibea
- Protosciaena
- Pseudotolithus
- Pteroscion
- Pterotolithus
- Roncador
- Sciaena
- Sciaenops

- Seriphus
- Sonorolux
- Stellifer
- Totoaba
- Umbrina